# Romano Curcuas
Romano Curcuas (in greco bizantino: Ῥωμανός Κουρκούας; fl. X secolo) è stato un militare e nobile bizantino.

## Biografia
Romano era un rampollo della famiglia Curcuas, un clan di origine armena che all'inizio del X secolo si era affermato come una delle principali famiglie dell'aristocrazia militare anatolica.
Era il figlio, e insieme alla sorella Eufrosine, l'unico figlio conosciuto del grande generale Giovanni Curcuas, che ricoprì la carica di domestikos tōn scholōn (comandante in capo dell'esercito bizantino) per 22 anni e guidò gli eserciti bizantini contro gli emirati musulmani di confine nel periodo 926-944. Da bambino, secondo le fonti, fu salvato da una forte febbre grazie all'intervento della Vergine Maria, nella chiesa di Pege, e di conseguenza prestò servizio nella chiesa come depotatos (aiutante minore) fino alla maggiore età.
Come la maggior parte dei membri maschi della sua famiglia, Romano intraprese una carriera militare di cui si sa poco. Gli storici bizantini Teofane Continuato e Giovanni Scilitze si limitano a menzionare che ebbe il comando in Oriente contro i musulmani, conquistò molte fortezze, fu nominato patrikios e governò diversi themata. Sulla base di prove sigillografiche, è probabile che abbia servito come governatore militare (strategos) del tema della Mesopotamia, una carica che fu ricoperta anche da suo zio Teofilo Curcuas e da suo nipote Giovanni Zimisce.
Alla morte dell'imperatore Romano II, nel 963, era già magistros e stratēlatēs d'Oriente. La morte dell'imperatore causò un vuoto di potere, in cui il domestikos tōn scholōn, Niceforo II Foca, si contendeva il governo dello Stato con il potente parakoimomenos (ciambellano) Giuseppe Bringa. Bringa cercò di ottenere il sostegno di Romano e Zimisce contro Foca, promettendo loro rispettivamente il ruolo di domestikos dell'Ovest e dell'Est. Invece di rivoltarsi contro Foca, però, i due informarono Foca dell'offerta e indussero le truppe ad acclamarlo imperatore. Come ricompensa, sembra che Foca lo abbia nominato alla carica promessa da Bringa, dato che è stato ritrovato un sigillo appartenente a "Romano, magistros e domestikos tōn scholōn" e risalente al regno di Foca.
Romano ebbe un figlio famoso, anch'egli di nome Giovanni, che divenne anch'egli un generale superiore e cadde nell'assedio di Dorostolon nel 971 contro la Rus'.